# Central Line
| Linienführung in Greater London und Essex |                                   |  |  |  |                           |                          |
| Streckenlänge: | 74,0 km                           |  |  |  |                           |                          |
| |                                   |  |  |  |                           |                          |
| Linienfarbe | Rot                               |  |  |  |                           |                          |
| Eröffnungsjahr | 1900                              |  |  |  |                           |                          |
| Linientyp | Röhrenbahn                        |  |  |  |                           |                          |
| Stationen | 49                                |  |  |  |                           |                          |
| Depots | 3 (Ruislip, White City, Hainault) |  |  |  |                           |                          |
| Eingesetzter Zugtyp: | 1992 Tube Stock                   |  |  |  |                           |                          |
| Fahrgäste | 260.916.000 (2011/12)             |  |  |  |                           |                          |
| Central Line |                                   |  |  |  |                           |                          |
| \| Ongar \| Ongar \| \| \| \| Epping Ongar Railway \| Epping Ongar Railway \| \| Blake Hall \| Blake Hall \| \| \| \| (1949–1981) \| (1949–1981) \| \| North Weald \| \| \| \| \| \| \| \| M11 \| \| \| \| \| \| \| \| Coopersale \| Coopersale \| \| \| \| Epping Ongar Railway \| Epping Ongar Railway \| \| Epping \| \| \| \| \| \| \| \| M25 \| \| \| \| \| \| \| \| Theydon Bois \| \| \| \| \| \| \| \| Debden \| \| \| \| \| \| \| \| Loughton \| \| \| \| \| \| \| \| \| \| \| \| \| Abstellanlage \| \| \| Buckhurst Hill \| \| \| \| \| \| \| \| Roding Valley \| Roding Valley \| \| \| \| Roding / M11 \| Roding / M11 \| \| \| \| \| \| \| Mount Pleasant Tunnel \| \| \| \| \| \| \| \| Chigwell \| \| \| \| \| \| \| \| Grange Hill \| \| \| Woodford \| Woodford \| \| \| \| Hainault Depot \| Hainault Depot \| \| Abstellanlage \| Abstellanlage \| \| \| \| Hainault \| Hainault \| \| \| \| \| \| \| Fairlop \| \| \| South Woodford \| South Woodford \| \| \| \| Barkingside \| Barkingside \| \| \| \| \| \| \| Newbury Park \| \| \| \| \| \| \| \| LNER nach Ilford \| \| \| Snaresbrook \| \| \| \| \| \| \| \| \| \| \| \| \| Gants Hill \| \| \| Whipps Cross Tunnel \| Whipps Cross Tunnel \| \| \| \| Redbridge \| Redbridge \| \| Wanstead \| Wanstead \| \| \| \| Roding \| Roding \| \| Leytonstone \| \| \| \| \| \| \| \| \| \| \| \| \| Gospel Oak–Barking \| \| \| Leyton \| \| \| \| \| \| \| \| \| \| \| \| \| Great Eastern Main Line \| \| \| High Speed 1 \| \| \| \| \| \| \| \| Lea Valley Lines \| \| \| \| \| \| \| \| Stratford \| Stratford \| \| \| \| Jubilee Line / DLR \| Jubilee Line / DLR \| \| North London Line \| \| \| \| \| \| \| \| Bow Back Rivers \| \| \| \| \| \| \| \| Lea \| \| \| \| \| \| \| \| Great Eastern Main Line \| Great Eastern Main Line \| \| \| \| Crossrail \| Crossrail \| \| Mile End \| \| \| \| \| \| \| \| \| \| \| \| \| Regent’s Canal \| \| \| Great Eastern Main Line \| Great Eastern Main Line \| \| \| \| District Line / H&C Line \| District Line / H&C Line \| \| Bethnal Green \| \| \| \| \| \| \| \| Lea Valley Lines \| \| \| \| \| \| \| \| \| \| \| \| \| East London Line \| \| \| Crossrail \| \| \| \| \| \| \| \| \| \| \| \| \| Liverpool Street \| \| \| \| \| \| \| \| Bank \| \| \| \| \| \| \| \| St. Paul’s \| \| \| Thameslink \| \| \| \| \| \| \| \| \| \| \| \| \| Chancery Lane \| \| \| \| \| \| \| \| Holborn \| \| \| Crossrail \| \| \| \| \| \| \| \| \| \| \| \| \| British Museum (bis 1933) \| \| \| \| \| \| \| \| Tottenham Court Road \| \| \| \| \| \| \| \| Oxford Circus \| \| \| \| \| \| \| \| Bond Street \| \| \| \| \| \| \| \| Marble Arch \| \| \| Crossrail \| \| \| \| \| \| \| \| \| \| \| \| \| Lancaster Gate \| \| \| \| \| \| \| \| Queensway \| \| \| \| \| \| \| \| Notting Hill Gate \| \| \| \| \| \| \| \| Holland Park \| \| \| West London Line \| \| \| \| \| \| \| \| \| \| \| \| \| Shepherd’s Bush \| \| \| \| \| \| \| \| \| \| \| \| \| \| \| \| White City Depot \| \| \| \| \| \| \| \| Wood Lane (bis 1947) \| \| \| \| \| \| \| \| \| \| \| \| \| \| \| \| Circle Line / H&C Line \| \| \| \| \| \| \| \| \| \| \| \| \| \| \| \| White City \| \| \| GWR-Güterlinie \| \| \| \| \| \| \| \| \| \| \| \| \| East Acton \| \| \| \| \| \| \| \| Great Western Main Line \| \| \| \| \| \| \| \| North London Line \| \| \| Acton–Northolt \| Acton–Northolt \| \| \| \| North Acton \| North Acton \| \| \| \| \| \| \| \| \| \| \| \| \| \| \| West Acton \| \| \| Piccadilly Line \| Piccadilly Line \| \| \| \| District Line \| District Line \| \| Hanger Lane \| Hanger Lane \| \| \| \| Great Western Main Line \| Great Western Main Line \| \| Perivale \| Perivale \| \| \| \| Ealing Broadway \| Ealing Broadway \| \| Brent \| \| \| \| \| \| \| \| \| \| \| \| \| Greenford Branch Line \| \| \| \| \| \| \| \| Greenford \| \| \| \| \| \| \| \| Northolt \| \| \| Chiltern Main Line \| \| \| \| \| \| \| \| \| \| \| \| \| South Ruislip \| \| \| \| \| \| \| \| Ruislip Gardens \| \| \| \| \| \| \| \| Ruislip Depot \| \| \| \| \| \| \| \| \| \| \| Piccadilly Line \| Piccadilly Line \| \| \| \| Metropolitan Line \| Metropolitan Line \| \| \| \| \| \| \| West Ruislip \| \| \| South Harefield \| South Harefield \| \| \| \| Harefield Road \| Harefield Road \| \| Denham \| \| \| \| \| \| \| \| Chiltern Main Line \| \| \| \| \| \| \| |                                   |  |  |  |                           |                          |
| Ongar | Ongar                             |  |  |  | Epping Ongar Railway      | Epping Ongar Railway     |
| Blake Hall | Blake Hall                        |  |  |  | (1949–1981)               | (1949–1981)              |
| North Weald |                                   |  |  |  |                           |                          |
| M11 |                                   |  |  |  |                           |                          |
| Coopersale | Coopersale                        |  |  |  | Epping Ongar Railway      | Epping Ongar Railway     |
| Epping |                                   |  |  |  |                           |                          |
| M25 |                                   |  |  |  |                           |                          |
| Theydon Bois |                                   |  |  |  |                           |                          |
| Debden |                                   |  |  |  |                           |                          |
| Loughton |                                   |  |  |  |                           |                          |
| |                                   |  |  |  | Abstellanlage             |                          |
| Buckhurst Hill |                                   |  |  |  |                           |                          |
| Roding Valley | Roding Valley                     |  |  |  | Roding / M11              | Roding / M11             |
| |                                   |  |  |  | Mount Pleasant Tunnel     |                          |
| |                                   |  |  |  | Chigwell                  |                          |
| |                                   |  |  |  | Grange Hill               |                          |
| Woodford | Woodford                          |  |  |  | Hainault Depot            | Hainault Depot           |
| Abstellanlage | Abstellanlage                     |  |  |  | Hainault                  | Hainault                 |
| |                                   |  |  |  | Fairlop                   |                          |
| South Woodford | South Woodford                    |  |  |  | Barkingside               | Barkingside              |
| |                                   |  |  |  | Newbury Park              |                          |
| |                                   |  |  |  | LNER nach Ilford          |                          |
| Snaresbrook |                                   |  |  |  |                           |                          |
| |                                   |  |  |  | Gants Hill                |                          |
| Whipps Cross Tunnel | Whipps Cross Tunnel               |  |  |  | Redbridge                 | Redbridge                |
| Wanstead | Wanstead                          |  |  |  | Roding                    | Roding                   |
| Leytonstone |                                   |  |  |  |                           |                          |
| |                                   |  |  |  | Gospel Oak–Barking        |                          |
| Leyton |                                   |  |  |  |                           |                          |
| |                                   |  |  |  | Great Eastern Main Line   |                          |
| High Speed 1 |                                   |  |  |  |                           |                          |
| Lea Valley Lines |                                   |  |  |  |                           |                          |
| Stratford | Stratford                         |  |  |  | Jubilee Line / DLR        | Jubilee Line / DLR       |
| North London Line |                                   |  |  |  |                           |                          |
| Bow Back Rivers |                                   |  |  |  |                           |                          |
| Lea |                                   |  |  |  |                           |                          |
| Great Eastern Main Line | Great Eastern Main Line           |  |  |  | Crossrail                 | Crossrail                |
| Mile End |                                   |  |  |  |                           |                          |
| |                                   |  |  |  | Regent’s Canal            |                          |
| Great Eastern Main Line | Great Eastern Main Line           |  |  |  | District Line / H&C Line  | District Line / H&C Line |
| Bethnal Green |                                   |  |  |  |                           |                          |
| Lea Valley Lines |                                   |  |  |  |                           |                          |
| |                                   |  |  |  | East London Line          |                          |
| Crossrail |                                   |  |  |  |                           |                          |
| |                                   |  |  |  | Liverpool Street          |                          |
| |                                   |  |  |  | Bank                      |                          |
| |                                   |  |  |  | St. Paul’s                |                          |
| Thameslink |                                   |  |  |  |                           |                          |
| |                                   |  |  |  | Chancery Lane             |                          |
| |                                   |  |  |  | Holborn                   |                          |
| Crossrail |                                   |  |  |  |                           |                          |
| |                                   |  |  |  | British Museum (bis 1933) |                          |
| |                                   |  |  |  | Tottenham Court Road      |                          |
| |                                   |  |  |  | Oxford Circus             |                          |
| |                                   |  |  |  | Bond Street               |                          |
| |                                   |  |  |  | Marble Arch               |                          |
| Crossrail |                                   |  |  |  |                           |                          |
| |                                   |  |  |  | Lancaster Gate            |                          |
| |                                   |  |  |  | Queensway                 |                          |
| |                                   |  |  |  | Notting Hill Gate         |                          |
| |                                   |  |  |  | Holland Park              |                          |
| West London Line |                                   |  |  |  |                           |                          |
| |                                   |  |  |  | Shepherd’s Bush           |                          |
| |                                   |  |  |  |                           |                          |
| |                                   |  |  |  | White City Depot          |                          |
| |                                   |  |  |  | Wood Lane (bis 1947)      |                          |
| |                                   |  |  |  |                           |                          |
| |                                   |  |  |  | Circle Line / H&C Line    |                          |
| |                                   |  |  |  |                           |                          |
| |                                   |  |  |  | White City                |                          |
| GWR-Güterlinie |                                   |  |  |  |                           |                          |
| |                                   |  |  |  | East Acton                |                          |
| |                                   |  |  |  | Great Western Main Line   |                          |
| |                                   |  |  |  | North London Line         |                          |
| Acton–Northolt | Acton–Northolt                    |  |  |  | North Acton               | North Acton              |
| |                                   |  |  |  |                           |                          |
| |                                   |  |  |  | West Acton                |                          |
| Piccadilly Line | Piccadilly Line                   |  |  |  | District Line             | District Line            |
| Hanger Lane | Hanger Lane                       |  |  |  | Great Western Main Line   | Great Western Main Line  |
| Perivale | Perivale                          |  |  |  | Ealing Broadway           | Ealing Broadway          |
| Brent |                                   |  |  |  |                           |                          |
| |                                   |  |  |  | Greenford Branch Line     |                          |
| |                                   |  |  |  | Greenford                 |                          |
| |                                   |  |  |  | Northolt                  |                          |
| Chiltern Main Line |                                   |  |  |  |                           |                          |
| |                                   |  |  |  | South Ruislip             |                          |
| |                                   |  |  |  | Ruislip Gardens           |                          |
| |                                   |  |  |  | Ruislip Depot             |                          |
| |                                   |  |  |  |                           |                          |
| Piccadilly Line | Piccadilly Line                   |  |  |  | Metropolitan Line         | Metropolitan Line        |
| |                                   |  |  |  | West Ruislip              |                          |
| South Harefield | South Harefield                   |  |  |  | Harefield Road            | Harefield Road           |
| Denham |                                   |  |  |  |                           |                          |
| Chiltern Main Line |                                   |  |  |  |                           |                          |

Die Central Line ist eine U-Bahn-Linie der London Underground. Auf dem Liniennetzplan ist sie rot eingezeichnet. Sie verläuft von Westen nach Osten und ist mit 74 Kilometern die längste aller Underground-Linien. Von den 49 bedienten Stationen sind 20 unterirdisch. Die Central Line geht aus der im Jahr 1900 eröffneten Central London Railway hervor, die 1933 in öffentlich-rechtlichen Besitz überging. Bis Mitte der 1940er-Jahre war die Strecke auf den zentralen Abschnitt zwischen Ealing und der City of London beschränkt, dann erfolgten markante Erweiterungen durch die Integration mehrerer Vorortseisenbahnen in das U-Bahn-Netz. Ein im Jahr 1994 stillgelegter Streckenabschnitt in der Grafschaft Essex wird heute von einer Museumsbahn betrieben.
Gemessen an der Anzahl Fahrgäste ist die Central Line die am meisten genutzte U-Bahn-Linie der Stadt. Mit bis zu 34 Zügen pro Stunde in der Hauptverkehrszeit ist sie auch jene mit der zweithöchsten Taktdichte. Seit Eröffnung des teilweise parallel verlaufenden Crossrail-Projekts im Jahr 2022 wird sie durch die darauf verkehrende Elizabeth Line entlastet.

## Geschichte

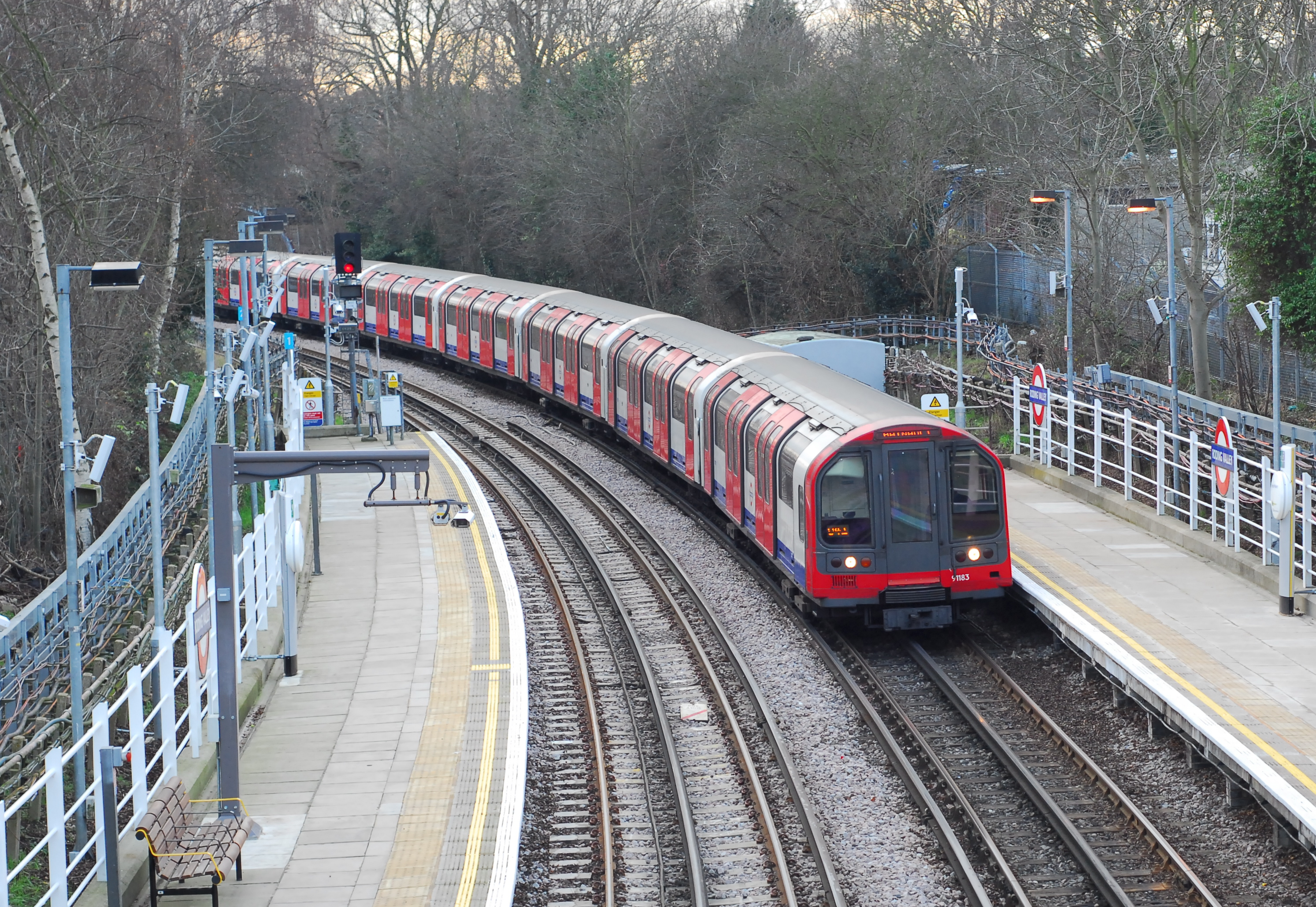
Ein Zug des Typs 1992 Tube Stock fährt in die Station Roding Valley ein

Die im Jahr 1891 gegründete Central London Railway erhielt eine Konzession für den Bau einer U-Bahn zwischen Shepherd’s Bush und Bank. Aufgrund von Finanzierungsproblemen musste die private Gesellschaft um einen Aufschub ihrer befristeten Baugenehmigung ersuchen. Erst 1896 konnte mit den Bauarbeiten begonnen werden. Die feierliche Eröffnung erfolgte am 27. Juni 1900, der fahrplanmäßige Betrieb begann am 30. Juli desselben Jahres. In den ersten Jahren kostete jede Fahrt einheitlich zwei Pence, weshalb die Bahn den Spitznamen „Twopenny Tube“ erhielt.
1908 verlängerte die Central London Railway ihre Strecke im Westen nach Wood Lane, wo sie in einer Wendeschleife um das Depot herumgeführt wurde. Die neue Station diente der Erschließung des Ausstellungsgeländes der Franco-British Exhibition, die im gleichen Jahr stattfand. Die östliche Endstation befand sich ab 1912 unter dem Bahnhof Liverpool Street, wohin die Strecke verlängert worden war. 1913 gelangte die Central London Railway in den Besitz der von Charles Tyson Yerkes gegründeten Underground Electric Railways Company of London (UERL), die auch die anderen Londoner Nahverkehrsmittel in einer Holdinggesellschaft vereinigte. Die UERL ging 1911 eine Kooperation mit der Great Western Railway (GWR) ein und einigte sich mit ihr darauf, den U-Bahn-Betrieb von Wood Lane zum Bahnhof Ealing Broadway auszudehnen. Die entsprechenden Umbauarbeiten an der GWR-Trasse begannen 1912, mussten aber wegen des Ersten Weltkriegs unterbrochen werden. Der Betrieb wurde schließlich 1920 aufgenommen.
Mit der Übernahme aller U-Bahnen und der übrigen Oberflächen-Nahverkehrsmittel (Straßenbahnen und Busbetriebe) durch den öffentlich-rechtlichen London Passenger Transport Board (LPTB) am 1. Juli 1933 erhielt die Strecke die Bezeichnung Central London Line. Seit dem 23. August 1937 heißt sie Central Line. 1935 schlug der LPTB vor, im Rahmen des umfangreichen Investitionsprogramms New Works Programme die Central Line über Gleise der GWR bis nach West Ruislip zu führen. Dieses Vorhaben wurde schließlich 1947/49 in zwei Etappen verwirklicht. Als westliche Endstation war ursprünglich Denham vorgesehen, wo auch neue Siedlungen entstehen sollten. Doch 1947 beschloss die Regierung die Schaffung eines Grüngürtels, um die weitere Zersiedelung einzudämmen. Aufgrund des nun fehlenden Bedarfs verzichtete man auf den Umbau des Teilstücks West Ruislip–Denham.
Im Osten sollte die Underground auf Eisenbahnstrecken der London and North Eastern Railway (LNER) verkehren. Um zur bereits bestehenden LNER-Bahnstrecke Ilford–Hainault zu gelangen, war der Bau eines unterirdischen Verbindungsstücks zwischen Leytonstone und Newbury Park erforderlich. Obwohl die Strecke kurz nach Beginn des Zweiten Weltkriegs fertiggestellt war, verschob man die Eröffnung. Der Tunnel diente während des Krieges als unterirdische Fabrik für Flugzeugteile des Plessey-Konzerns; eine Güterbahn mit einer Spurweite von 457 mm verband die einzelnen Abteilungen miteinander. Nach Kriegsende entfernte man die Fabrikationsanlagen und setzte den Bau der U-Bahn fort. Das Teilstück konnte schließlich 1947 eröffnet werden.
1949 stellte man als letzte Maßnahme des New Works Programme die gänzlich in der Grafschaft Essex gelegene, durch ländliches Gebiet führende LNER-Strecke Epping–Ongar auf U-Bahn-Betrieb um. Der Betrieb erfolgte mit einem Pendelzug (Shuttle). Bis 1957 verkehrten auf diesem Teilstück noch Züge mit von British Rail ausgeliehenen Dampflokomotiven. Die Fahrgastzahlen blieben jedoch stets niedrig, sodass die Züge zuletzt nur noch während der Hauptverkehrszeit fuhren. Die 1981 geschlossene Zwischenstation Blake Hall war die am wenigsten genutzte Station der Underground; oft stiegen hier nicht einmal zehn Fahrgäste pro Tag ein. Die Strecke zwischen Epping und Ongar war derart unrentabel geworden, dass man sie am 30. September 1994 stilllegte. Auf der alten Strecke wird die Museumsbahn Epping Ongar Railway betrieben.
Am 25. Januar 2003 entgleiste bei der Station Chancery Lane ein Zug, nachdem sich ein Motor gelöst hatte. Dabei erlitten 32 Passagiere Verletzungen. Die gesamte Linie wurde geschlossen, um nach den Ursachen zu suchen und notwendige Anpassungen an den Fahrzeugen vorzunehmen. Ende März fuhr wieder eine beschränkte Anzahl Züge auf den östlichen und westlichen Außenstrecken. Am 3. April wurde auch der zentrale Abschnitt wieder befahren, erst Ende April verkehrten die Züge wieder nach dem normalen Fahrplan. Die Schließung betraf kurzzeitig auch die Waterloo & City Line, wo derselbe Fahrzeugtyp zum Einsatz kam.

## Fahrzeuge
Die ersten Fahrzeuge der Central Line waren lokbespannte Züge; die Lokomotiven hatten die Achsanordnung Bo'Bo' und ein mittig liegendes Führerhaus. Die Waggons waren sogenannte Gate-Stock-Wagen mit offenen Plattformen, die durch Scherengitter gesichert wurden. Bereits ab 1903 kamen nach und nach Triebwagen-Züge zum Einsatz, später Züge des Standard Tube Stock.
1960 wurden die Prototypen des 1960 Tube Stock getestet. Automatic Train Operation (automatisierter Fahrbetrieb) erlebte damit eine Weltpremiere. Diese Züge verkehrten hauptsächlich zwischen Woodford und Hainault. Gleichzeitig stellte man die Serienfahrzeuge des 1962-Tube-Typ in Dienst. Dieser Typ ist fast baugleich mit dem 1959-Tube-Typ.
Im Jahr 1986 erfolgte die Lieferung dreier neuer Prototypen, die als 1986-Tube-Züge bezeichnet wurden: Der Zug A war rot, der Zug B blau und der Zug C grün lackiert. Nur wenige Wochen waren sie im Dienst. Da sie jedoch Einzelanfertigungen waren, wurden sie 1989 ausgemustert. Nach jahrelanger Abstellzeit verschrottete man 1996 alle bis auf einen. Der Motorwagen des grünen C-Train steht heute im London Transport Museum. Ab 1993 wurde die bislang letzte Bauart in Dienst gestellt, der 1992-Tube-Typ. Es ist der erste Typ, bei dem alle Achsen angetrieben werden.

## Strecke
Die Central Line ist 74 km lang und bedient 49 Stationen. Die Linie ist überwiegend zweigleisig, kurze Abschnitte südlich von Leytonstone und westlich von White City sind dreigleisig. Insgesamt beträgt die Gleislänge 147,1 km, davon sind 52,8 km im Tunnel.
Der im Jahr 1994 stillgelegte eingleisige Abschnitt nördlich von Epping wird heute von der Epping Ongar Railway befahren. Eine Gruppe von Freiwilligen übernahm 2004 die Strecke und führte bis 2007 einen Museumsbahnbetrieb mit Dieseltriebwagen durch. Nachdem ein privater Investor die Strecke übernommen hatte, wurde sie bis 2012 saniert; seither fahren dort auch historische Dampfzüge.
Sieben Jahre älter als die Underground selbst ist der Streckenabschnitt zwischen Leyton und Loughton. Er wurde am 22. August 1856 von der Eastern Counties Railway (ECR) eröffnet. Der Nachfolger der ECR, die Great Eastern Railway (GER), eröffnete am 24. April 1865 den Abschnitt von Loughton über Epping nach Ongar. Die Fairlop Loop, wie die Schlaufe über Hainault genannt wird, war am 1. Mai 1903 zum überwiegenden Teil von der GER eröffnet worden.

## Stationen
Von West nach Ost:

### Ruislip-Zweigstrecke
- West Ruislip – eröffnet am 21. November 1948
- Ruislip Gardens – eröffnet am 21. November 1948
- South Ruislip – eröffnet am 21. November 1948
- Northolt – eröffnet am 21. November 1948
- Greenford – eröffnet am 30. Juni 1947
- Perivale – eröffnet am 30. Juni 1947
- Hanger Lane – eröffnet am 30. Juni 1947

### Hauptstrecke

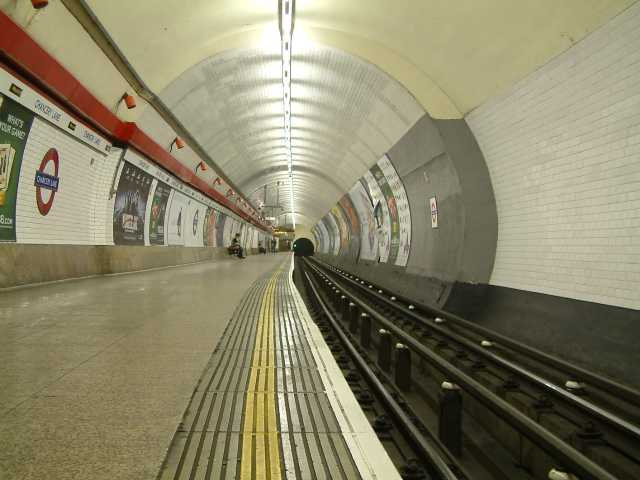
Station Chancery Lane

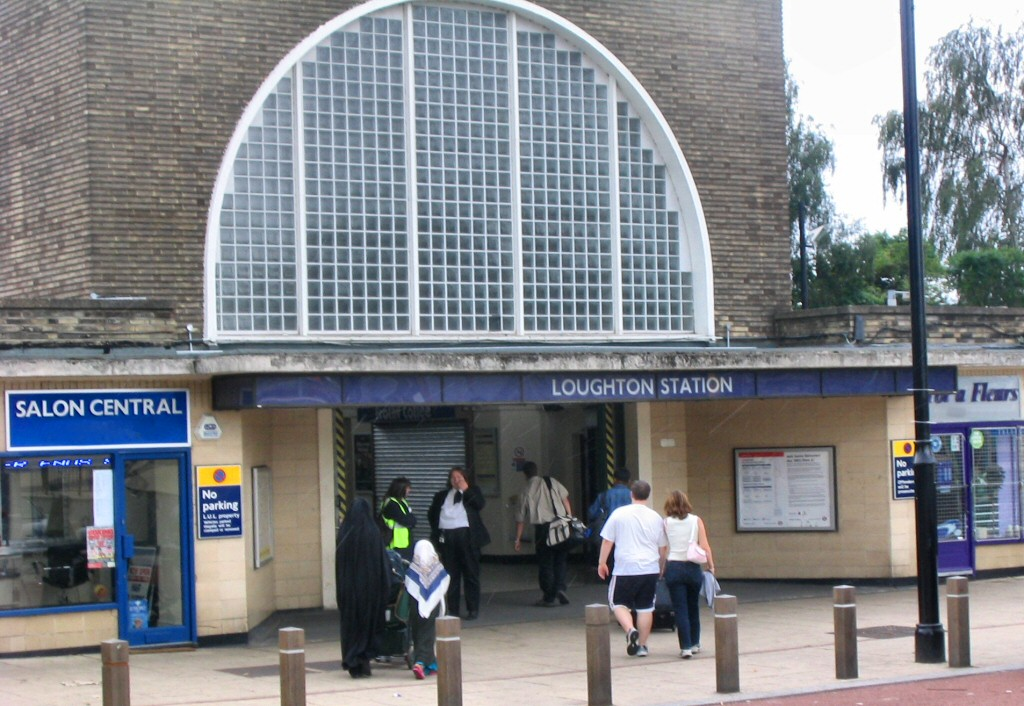
Station Loughton

- Ealing Broadway – eröffnet am 3. August 1920
- West Acton – eröffnet am 5. November 1923
- North Acton – eröffnet am 5. November 1923
- East Acton – eröffnet am 3. August 1920
- White City – eröffnet am 23. November 1947
- Wood Lane – 14. Mai 1908; geschlossen am 22. November 1947
- Shepherd’s Bush – eröffnet am 30. Juli 1900
- Holland Park – eröffnet am 30. Juli 1900
- Notting Hill Gate – eröffnet am 30. Juli 1900
- Queensway – eröffnet am 30. Juli 1900 als Queen's Road; umbenannt in Queensway am 1. September 1946; geschlossen vom 8. Mai 2005 bis 14. Juni 2006
- Lancaster Gate – eröffnet am 30. Juli 1900; geschlossen vom 3. Juli 2006 bis November 2006
- Marble Arch – eröffnet am 30. Juli 1900
- Bond Street – eröffnet am 24. September 1900
- Oxford Circus – eröffnet am 30. Juli 1900
- Tottenham Court Road – eröffnet am 30. Juli 1900
- British Museum – eröffnet am 30. Juli 1900; geschlossen am 24. September 1933
- Holborn – eröffnet am 25. September 1933
- Chancery Lane – eröffnet am 30. Juli 1900
- St. Paul’s – eröffnet am 30. Juli 1900 als Post Office; umbenannt in St. Paul’s am 1. Februar 1937
- Bank – eröffnet am 30. Juli 1900
- Liverpool Street – eröffnet am 28. Juli 1912
- Bethnal Green – eröffnet am 4. Dezember 1946
- Mile End – eröffnet am 4. Dezember 1946
- Stratford – erstmals bedient am 4. Dezember 1946
- Leyton – erstmals bedient am 5. Mai 1947
- Leytonstone – erstmals bedient am 5. Mai 1947
- Snaresbrook – erstmals bedient am 14. Dezember 1947
- South Woodford – erstmals bedient am 14. Dezember 1947
- Woodford – erstmals bedient am 14. Dezember 1947
- Buckhurst Hill – erstmals bedient am 21. November 1948
- Loughton – erstmals bedient am 21. November 1948
- Debden – erstmals bedient am 25. Dezember 1949
- Theydon Bois – erstmals bedient am 25. Dezember 1949
- Epping – erstmals bedient am 25. Dezember 1949

### Hainault-Zweigstrecke
- Wanstead – eröffnet am 14. Dezember 1947
- Redbridge – eröffnet am 14. Dezember 1947
- Gants Hill – eröffnet am 14. Dezember 1947
- Newbury Park – erstmals bedient am 14. Dezember 1947
- Barkingside – erstmals bedient am 31. Mai 1948
- Fairlop – erstmals bedient am 31. Mai 1948
- Hainault – erstmals bedient am 31. Mai 1948
- Grange Hill – erstmals bedient am 21. November 1948
- Chigwell – erstmals bedient am 21. November 1948
- Roding Valley – erstmals bedient am 21. November 1948

### Ongar-Zweigstrecke
- North Weald – erstmals bedient am 25. Dezember 1949; geschlossen am 30. September 1994
- Blake Hall – erstmals bedient am 25. Dezember 1949; geschlossen am 31. Oktober 1981
- Ongar – erstmals bedient am 25. Dezember 1949; geschlossen am 30. September 1994

## Betrieb
Seit August 2015 gelten folgende Taktzeiten außerhalb des Berufsverkehrs:
- 9 Züge pro Stunde zwischen West Ruislip und Epping
- 3 Züge pro Stunde zwischen Northolt und Loughton
- 9 Züge pro Stunde zwischen Ealing Broadway und Newbury Park
  - 3 Züge pro Stunde davon fahren von Newbury Park nach Hainault
- 3 Züge pro Stunde zwischen White City und Hainault (via Newbury Park)
- 3 Züge pro Stunde zwischen Hainault und Woodford

Dies ergibt insgesamt 24 Züge pro Stunde zwischen White City und Leytonstone mit einer Taktzeit von 2 Minuten und 30 Sekunden. Im September 2013 wurde die Frequenz während der morgendlichen Hauptverkehrszeit auf 34 Züge pro Stunde erhöht. Zwischen Ealing Broadway und Hainault hätte am 12. September 2015 ein 24-Stunden-Betrieb an Wochenenden eingeführt werden sollen. Aufgrund von Uneinigkeit mit den Gewerkschaften musste dieser Termin verschoben werden.

## Planungen
Nahe dem Depot West Ruislip führt die Central Line über die Uxbridge-Zweigstrecke der Metropolitan Line und der Piccadilly Line. Seit 1973 gibt es ein Verbindungsgleis zwischen beiden Strecken. Der London Borough of Hillingdon ersuchte Transport for London 2011 darum, einige oder alle Central-Line-Züge über dieses Gleis nach Uxbridge verkehren zu lassen, da die Endstation West Ruislip in einem ruhigen Vorort liege und Uxbridge ein viel dichter besiedeltes Regionalzentrum sei. Als weiteres Argument für die Verbindung nennt der Bezirksrat von Hillingdon auch eine mögliche Reduzierung des Straßenverkehrs auf der parallel zur Central Line nach Ealing verlaufenden Schnellstraße A40 sowie der Uxbridge Road. Transport for London erklärte, eine solche Verbindung sei vor 2017 nicht möglich, da das Signalsystem der Metropolitan Line erneuert werden müsse, um auch mit dem Rollmaterial auf der Central Line kompatibel zu sein.
Die in Planung befindliche Strecke von Crossrail 2 vom Südwesten in den Nordosten Londons soll um 2030 eröffnet werden. Einige Jahre lang sahen die Planungen vor, die Epping-Zweigstrecke der Central Line zwischen Leytonstone und Epping zu übernehmen. Seit 2013 ist dieser Vorschlag nicht mehr in den bevorzugten Streckenoptionen enthalten.
Die Central Line verläuft direkt unterhalb des 2010 eröffneten Bahnhofs Shoreditch High Street, der an der East London Line von London Overground liegt. Bei Lokalpolitikern besteht der Wunsch nach einer Umsteigemöglichkeit an dieser Stelle. Zwar ergäben sich daraus etliche Vorteile, doch wurden die Pläne auf unbestimmte Zeit verschoben. Gründe dafür waren hohe Kosten, Unterbrechungen der Central Line während der Bauzeit und die zu nahe Entfernung der Bahnsteige zu Abstellgleisen des Bahnhofs Liverpool Street.

## Sonstiges
Seit dem Bau der zentralen Tunnelstrecke steigt die Temperatur im Tunnel kontinuierlich an. Grund dafür sind fehlende Belüftungsschächte, da man zum Zeitpunkt des Baus noch keine Erfahrung mit dem Betrieb elektrischer Züge hatte; für die dampfbetriebenen Züge waren in den älteren Tunneln großzügige Entlüftungen vorhanden. Zudem heizen sich die Züge auf den an der Oberfläche liegenden Streckenabschnitten durch die Sonneneinstrahlung auf und transportieren dadurch zusätzliche Wärme in die Tunnel. Aufgrund der zentralen Lage können auch nachträglich keine Belüftungsschächte gebaut werden. Zum Zeitpunkt der Inbetriebnahme betrug die Temperatur in den Tunneln der Central Line lediglich 14 °C, mittlerweile stieg die Durchschnittstemperatur im August auf über 30 °C an.
Die nächste Fahrzeuggeneration soll mit Klimaanlagen ausgestattet sein, allerdings ist eine Indienststellung erst nach 2030 geplant.